# Brusselpoort (Mechelen)

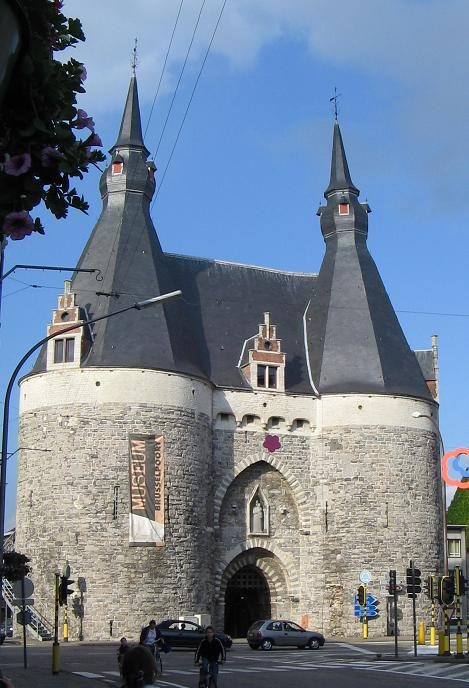
Brusselpoort

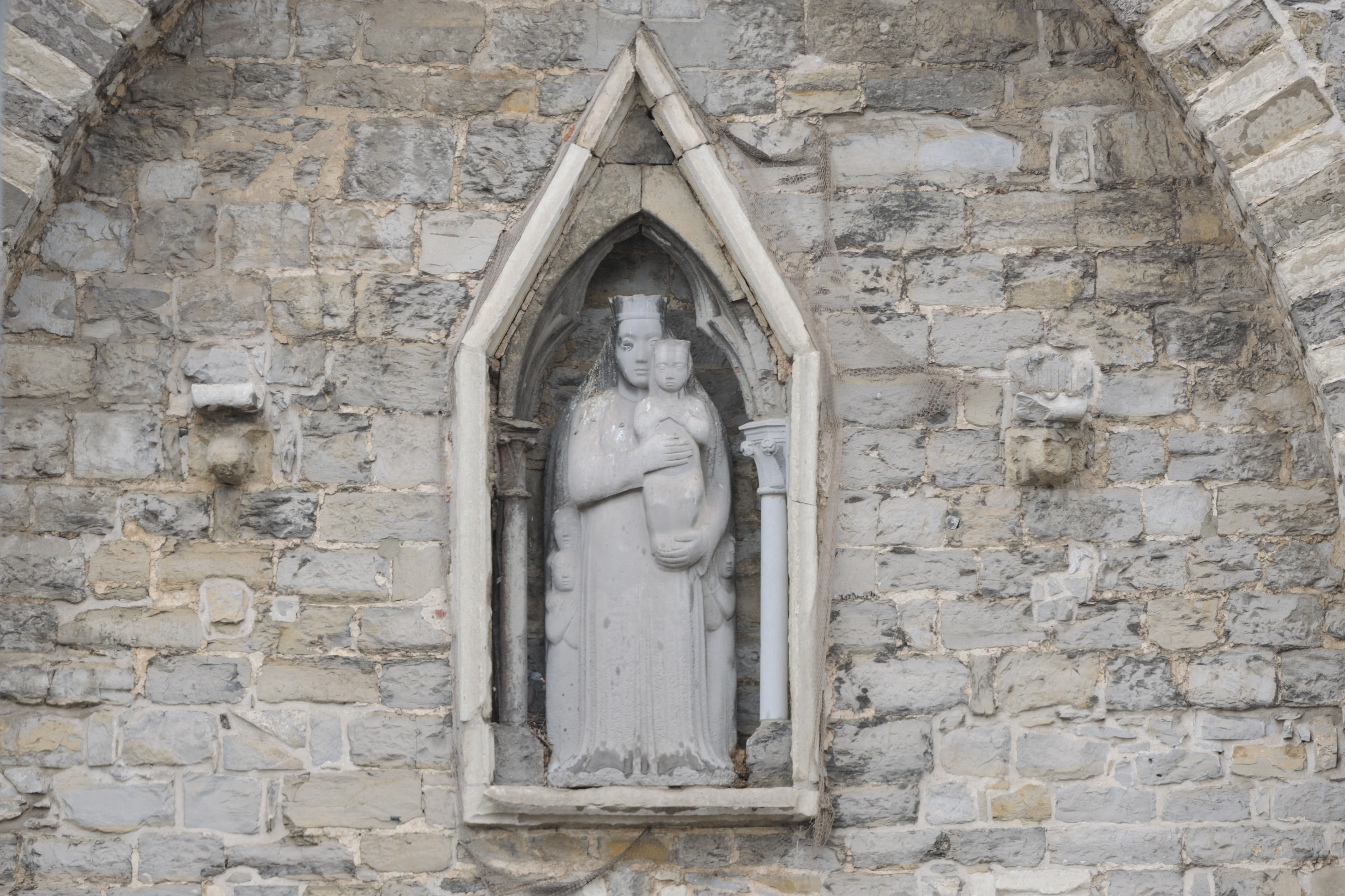
Detail van het beeldhouwwerk boven de centrale doorgang aan de Mechelse Brusselpoort

De Brusselpoort is de laatst overgebleven stadspoort in Mechelen. De poort staat op de rand van het historische centrum van de stad waar de ringweg kruist met de Hoogstraat.
Tussen 1264 en 1268 werd de Mechelse stadsomwalling aangelegd. 
De Brusselpoort werd in de 13e eeuw gebouwd en was de hoogste van de Mechelse stadspoorten. Daarom werd ze ook Overste poort genoemd. Het gebouw is opgetrokken in Doornikse steen, en rond 1400 verhoogd met Balegemse steen (lichtere kleur). Het behoort tot de Scheldegotiek. In de 16e eeuw werden de torens verlaagd en werd de dakconstructie veranderd.
Naast de functie van toegangspoort werd het gebouw sindsdien nog voor andere doeleinden gebruikt. Zo was er een politiekantoor, een vergaderlokaal en het kunstatelier van Alfred Ost. Daarna werd het een museum over de geschiedenis van de stad. Het bevat documenten en archeologische vondsten.
Sinds 2010 is Het Firmament er gevestigd, (t)Huis voor Figurentheater in Vlaanderen. De Brusselpoort is niet toegankelijk voor bezoekers.
Zoals in de meeste andere steden werden de Mechelse stadsmuren afgebroken. Alleen de Overste Poort (Brusselpoort) ontsnapte aan de afbraak. Op de overgebleven open ruimte worden boulevards aangelegd die nu de R12 vormen, de kleine ring van Mechelen, die het stadsverkeer vandaag in goede banen leidt en waar de Brusselpoort middenin ligt.

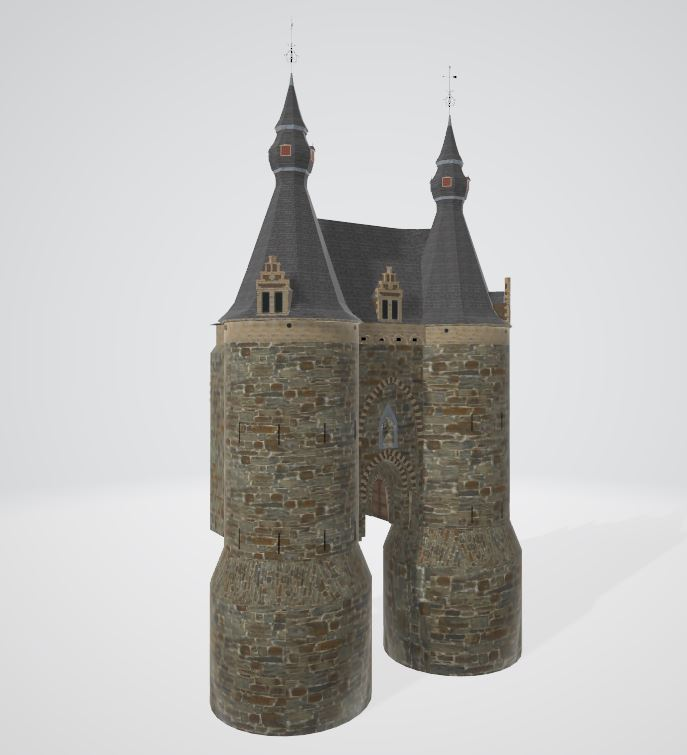
3D model Brusselpoort Mechelen

Soortgelijke oplossingen als ringwegen en stadssingels zijn terug te vinden in de Leien te Antwerpen, de Kleine Ring rond Brussel en de Ringvaart rond Brugge, die vroeger alle dienstdeden als stadsmuren.

## Externe links

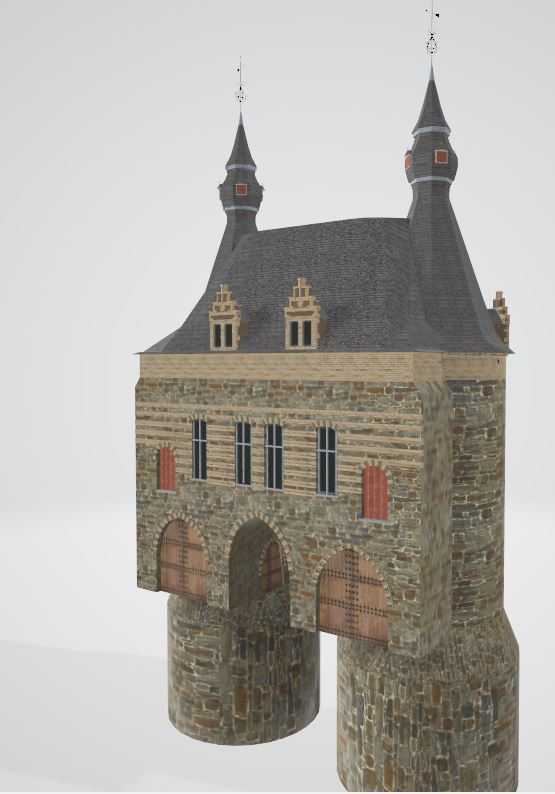
3D Brusselpoort Mechelen